# Danh sách Giải thưởng Nhà nước về Văn học Nghệ thuật
Giải thưởng Nhà nước về Văn học Nghệ thuật là 1 trong 2 lĩnh vực của Giải thưởng Nhà nước, do Chủ tịch nước Việt Nam ký quyết định, tặng thưởng cho những tác giả có một hoặc nhiều công trình về văn học, nghệ thuật, về nội dung tư tưởng, có tác dụng và ảnh hưởng lớn trong xã hội. Về mức độ ảnh hưởng, Giải thưởng Nhà nước về Văn học Nghệ thuật xếp sau Giải thưởng Hồ Chí Minh về Văn học Nghệ thuật.
Đến nay, giải thưởng đã có 5 đợt trao thưởng (5 năm 1 lần): 2001, 2007, 2012, 2017 và 2022.

## Đợt I (2001)[cần dẫn nguồn]
Chủ tịch nước Trần Đức Lương ký quyết định.

### Văn học
- Anh Thơ (các tập thơ: Hoa dứa trắng, Quê chồng và truyện thơ Kể chuyện Vũ Lăng).
- Bàn Tài Đoàn (tập thơ Muối của cụ Hồ và Tuyển tập Bàn Tài Đoàn).
- Bảo Định Giang (các tập thơ: Đường Giải phóng, Ca dao Bảo Định Giang và tác phẩm nghiên cứu Văn thơ yêu nước Nam Bộ).
- Bằng Việt (các tập thơ: Hương cây - Bếp lửa, Bếp lửa - Khoảng trời, Đất sau mưa).
- Bùi Hiển (hồi kí Bạn bè một thuở; các tập truyện ngắn: Ánh mắt, Ngơ ngẩn mùa xuân; Tuyển tập Bùi Hiển).
- Chu Văn (các tiểu thuyết: Bão biển, Đất mặn và Tuyển tập Chu Văn).
- Đào Vũ (các tiểu thuyết: Cái sân gạch, Vụ lúa chiêm, Con đường mòn ấy, Lưu lạc).
- Đỗ Chu (các tập truyện ngắn: Hương cỏ mật, Phù sa, Mảnh vườn xưa hoang vắng).
- Đoàn Giỏi (tiểu thuyết Đất rừng phương Nam, truyện dài Cá bống mú và tập truyện ngắn Hoa hướng dương).
- Đoàn Văn Cừ (tập thơ Đường về quên mẹ và Tuyển tập Đoàn Văn Cừ).
- Giang Nam (các tập thơ: Quê hương, Hạnh phúc từ nay, Thành phố chưa dừng chân).
- Giáo sư Hà Minh Đức (các tác phẩm nghiên cứu: Thơ và mấy vấn đề trong thơ Việt Nam hiện đại, Hiện thực cách mạng và sáng tạo thi ca, Đi tìm chân lý nghệ thuật).
- Thiếu tướng Hồ Phương (truyện ngắn Cỏ non, bộ tiểu thuyết 2 tập Những tầm cao, các tiểu thuyết: Kan Lịch, Cánh đồng phía Tây).
- Hoàng Trung Thông (các tập thơ: Quê hương chiến đấu, Mời trắng và Tuyển tập Hoàng Trung Thông).
- Đại tá Hữu Mai (các tiểu thuyết: Vùng trời gồm 3 tập, Ông cố vấn gồm 3 tập, Cao điểm cuối cùng).
- Hữu Thỉnh (các trường ca: Đường tới thành phố, Thư mùa đông; tập Thơ Hữu Thỉnh).
- Kim Lân (các tập truyện ngắn: Con chó xấu xí, Nên vợ nên chồng và Tuyển tập Kim Lân).
- Lê Anh Xuân (các tập thơ: Tiếng gà trưa, Hoa dừa và trường ca Nguyễn Văn Trỗi).
- Giáo sư, nhà giáo Nhân dân Lê Đình Kỵ (các tác phẩm lí luận: Đường vào thơ, Truyện Kiều và chủ nghĩa hiện thực và Tuyển tập Lê Đình Kỵ).
- Lê Lựu (các tiểu thuyết Người cầm súng, Thời xa vắng, Mở rừng).
- Lê Vĩnh Hoà (tập truyện ngắn Người tị nạn và Tuyển tập Lê Vĩnh Hòa).
- Ma Văn Kháng (các tiểu thuyết: Mùa lá rụng trong vườn, Trăng soi sân nhỏ, Đồng bạc trắng hoa xòe).
- Mạc Phi (tập Truyện bản Mường và tiểu thuyết 2 tập Rừng động).
- Đại tá Nguyên Ngọc (Nguyễn Trung Thành) (tiểu thuyết Đất nước đứng lên, truyện ngắn Rừng xà nu, ký Trên quê hương những anh hùng Điện Ngọc và kịch bản phim Đường mòn Hồ Chí Minh trên biển).
- Nguyễn Đức Mậu (các tập thơ: Cây xanh đất lửa, Cánh rừng nhiều đom đóm bay và Trường ca sư đoàn).
- Nguyễn Khoa Điềm (các tập thơ: Đất ngoại ô, Ngôi nhà có ngọn lửa ấm và trường ca Mặt đường khát vọng).
- Nguyễn Kiên (các tập truyện ngắn: Trong làng, Vụ mùa chưa gặt, Trái cam trong lòng tay).
- Nguyễn Thị Ngọc Tú (các tiểu thuyết: Đất làng, Hạt mùa sau, Ảo ảnh trắng).
- Nguyễn Trọng Oánh (tiểu thuyết 2 tập Đất trắng và tập thơ Ngày đẹp nhất).
- Nguyễn Xuân Sanh (các tập thơ: Tiếng hát quê ta, Sáng thơ, Nghe bước xuân về, Đất nước và lời ca và Tuyển tập Nguyễn Xuân Sanh).
- Phạm Hổ (tiểu thuyết Ra khơi, 15 tập truyện Chuyện hoa chuyện quả và Tuyển tập Phạm Hổ).
- Phạm Tiến Duật (các tập thơ: Thơ một chặng đường, Ở hai đầu núi, Vầng trăng quầng lửa).
- Giáo sư, Tiến sĩ Khoa học Phương Lựu (các tác phẩm lí luận: Khơi dòng lý thuyết, Trên đà đổi mới văn hóa văn nghệ, Hệ thống quan niệm văn học cổ điển Việt Nam).
- Quang Dũng (tập thơ Mây đầu ô, truyện ký Nhà đồi và Tuyển tập Quang Dũng).
- Thanh Hải (các tập thơ: Những đồng chí kiên trung, Tuyển thơ Thanh Hải).
- Thanh Thảo (tập thơ Dấu chân qua trảng cỏ và các trường ca: Những người đi tới biển, Những ngọn sóng mặt trời).
- Thu Bồn (các trường ca: Bài ca chim Chrao, Tuyến trường ca và tiểu thuyết Dưới đám mây màu cánh vạc).
- Trần Bạch Đằng (Nguyễn Trường Thiên Lý) (tập thơ Bài ca khởi nghĩa, tiểu thuyết Chân dung một quản đốc, bộ tiểu thuyết Ván bài lật ngửa (Giữa biển giáo rừng gươm) gồm 2 tập).
- Trần Đăng Khoa (các tập thơ: Góc sân và khoảng trời, Bên cửa sổ máy bay và Thơ Trần Đăng Khoa).
- Trần Hữu Thung (các tập thơ: Đồng Tháp tháng Tám, Anh vẫn hành quân, Sen quê Bác).
- Võ Huy Tâm (các tiểu thuyết: Vùng mỏ, Những người thợ mỏ).
- Vũ Cao (các tập thơ: Đèo trúc, Núi Đôi).
- Vũ Tú Nam (các tập truyện ngắn: Quê hương, Mùa xuân tiếng chim, Sống với thời gian hai chiều và Tuyển tập Vũ Tú Nam).
- Viễn Phương (trường ca Chiến thắng Hòa Bình, tập truyện ký Quê hương địa đạo và Tuyển tập thơ Viễn Phương).
- Xuân Thiều (tiểu thuyết Thôn ven đường và các tập truyện ngắn: Gió từ miền cát, Xin đừng gõ cửa).
- Xuân Quỳnh (các tập thơ: Gió lào cát trắng, Hoa cỏ may, Tự hát).

### Âm nhạc
- Doãn Nho
- Hồ Bắc (các ca khúc: Làng tôi, Giữ mãi tuổi xuân, Sài Gòn quật khởi, Bến cảng quê hương tôi và hợp xướng Ca ngợi Tổ quốc).
- Hồng Đăng (các ca khúc: Biển hát chiều nay, Hoa sữa, Quà tháng năm, Kỷ niệm thành phố tuổi thơ và hợp xướng Lửa rực cháy).
- Đại tá Nguyên Nhung
- Phạm Minh Tuấn
- Giáo sư, Tiến sĩ, Nghệ sĩ Nhân dân Quang Hải
- Tân Huyền
- Tô Hải
- Trần Chung
- Văn An (các ca khúc: Đường lên Tây Bắc, Quân đội ta quân đội anh hùng, Thái Văn A đứng đó, Đôi dép Bác Hồ, Nhịp cầu nối những bờ vui).
- Văn Ký
- Phó Đức Phương (các ca khúc: Những cô gái quan họ, Hồ trên núi, Một thoáng Tây Hồ, Nha Trang thu, Trên đỉnh Phù Vân).
- Nguyễn Tài Tuệ
- Huy Thục
- Tô Vũ
- Nguyễn Thị Nhung

### Sân khấu
- Nghệ sĩ Nhân dân, Đạo diễn Ngô Y Linh
- Giáo sư, Nghệ sĩ Nhân dân, Đạo diễn Trần Bảng
- Trúc Đường
- Lê Duy Hạnh
- Mịch Quang
- Xuân Trình

### Mỹ thuật
Hội họa
- Đặng Đức Sinh
- Đinh Trọng Khang
- Đường Ngọc Cảnh
- Huỳnh Văn Thuận
- Hoàng Trầm
- Lê Thị Kim Bạch
- Giáo sư, Nhà giáo Nhân dân Lương Xuân Nhị
- Lưu Công Nhân
- Mai Văn Hiến
- Nguyễn Đức Nùng
- Nguyễn Hiêm
- Nguyễn Thanh Châu
- Nguyễn Thụ
- Nguyễn Trọng Hợp
- Nguyễn Trọng Kiệm
- Nguyễn Văn Bình
- Nguyễn Văn Y
- Phạm Văn Đôn
- Phan Kế An
- Quang Thọ
- Tạ Thúc Bình
- Thái Hà (Nguyễn Như Huân)
- Trần Đình thọ
- Phó Giáo sư Trần Huy Oánh
- Trần Lưu Hậu
- Nhà giáo Ưu tú Trần Thanh Ngọc
- Văn Đa
- Vũ Duy Nghĩa
- Phó Giáo sư Vũ Giáng Hương

Điêu khắc
- Hứa Tử Hoài
- Lê Công Thanh
- Tạ Quang Bạo

### Múa
- Nghệ sĩ Nhân dân, Biên đạo, Đạo diễn Chu Thúy Quỳnh
- Nghệ sĩ Nhân dân, Biên đạo Y Brơm (với các tác phẩm: Múa trống Tây Nguyên, Múa khiên, Múa giã gạo đêm trăng).

### Nhiếp ảnh
- Triệu Đại
- Nguyễn Đình Ưu

### Văn nghệ dân gian
- Phó Giáo sư Ninh Viết Giao

### Kiến trúc
- Giáo sư, Kiến trúc sư Ngô Huy Quỳnh (cuốn sách: Lịch sử kiến trúc Việt Nam).
- KTS Nguyễn Văn Ninh
- KTS Nguyễn Ngọc Chân
- KTS Đoàn Văn Minh
- KTS Nguyễn Quang Nhạc
- KTS Trần Đình Quyền
- KTS Trần Đức Nhuận
- KTS Lê Đình Hiệp
- KTS Nguyễn Văn Tất
- KTS Đàm Trung Phường
- KTS Nguyễn Hữu Thiện
- KTS Hoàng Thúc Hào

## Đợt II (2007)[1]
Chủ tịch nước Nguyễn Minh Triết ký quyết định trao tặng vào ngày 2 tháng 2 năm 2007.

### Văn học
- Lê Đạt (các tập thơ: Bóng chữ, Ngỏ lời và tập truyện ngắn Hèn đại nhân).
- Hoàng Cầm (các tập thơ: Bên kia sông Đuống, Lá diêu bông, 99 tình khúc).
- Trần Dần (tập thơ Bài thơ Việt Bắc và các tiểu thuyết: Cổng tỉnh, Người người, lớp lớp).
- Phùng Quán (các tiểu thuyết: Vượt Côn Đảo, Tuổi thơ dữ dội và trường ca Tiếng hát trên địa ngục Côn Đảo).
- GS.TS Phan Cự Đệ (các nghiên cứu văn học: Nhà văn Việt Nam, Ngô Tất Tố, Hàn Mặc Tử và tập lý luận phê bình Tiểu thuyết Việt Nam hiện đại).
- Lê Ngọc Trà (các lý luận phê bình: Thách thức của sáng tạo, thách thức của văn hóa, Lý luận văn học).
- Như Phong (Nguyễn Đình Thạc) (tiểu luận, phê bình Bình luận văn học và tập truyện ngắn Tuyển tập Như Phong).
- Lý Văn Sâm (tiểu thuyết Sau dãy Trường Sơn, tập truyện ngắn Sương gió biên thùy và Toàn tập Lý Văn Sâm)
- Huỳnh Văn Nghệ (các tập thơ: Chiến khu xanh, Bên bờ sông xanh, Rừng thẳm sông dài).
- Hoàng Văn Bổn (các tiểu thuyết: Trên mảnh đất này, Mùa mưa và tập ký Hàm rồng).
- Lâm Thị Mỹ Dạ (các tập thơ: Đề tặng một giấc mơ, Trái tim sinh nở, Bài thơ không năm tháng).
- Nguyễn Duy (Nguyễn Duy Nhuệ) (các tập thơ: Cát trắng, Ánh trăng, Mẹ và em).
- Thâm Tâm (Nguyễn Tấn Trình) (tập thơ: Thơ Thâm Tâm).
- Yến Lan (các tập thơ: Những ngọn đèn, Tôi đến tôi yêu, Lẵng hoa hồng).
- Nguyễn Mỹ (các tập thơ: Sắc cầu vồng, Thơ Nguyễn Mỹ và tập ký Trận Quán Cau).
- Trần Nhuận Minh (tập thơ Nhà thơ và hoa cỏ và trường ca Bản sonate hoang dã).
- Y Phương (các tập thơ: Tiếng hát tháng giêng, Lời chúc và trường ca Chín tháng).
- Phan Thị Thanh Nhàn (các tập thơ: Hương thầm, Chân dung người chiến thắng, Nghiêng về anh).
- Vũ Quần Phương (các tập thơ: Hoa trong cây, Những điều cùng đến, Vết thời gian).
- Phạm Ngọc Cảnh (các tập thơ: Đêm Quảng Trị, Trăng sau rằm, Lối vào phía Bắc, Nhặt lá).
- Thi Hoàng (Hoàng Văn Bộ) (các tập thơ: Nhịp sóng, Bóng ai gió tạt và các trường ca: 'Ba phần tư trái đất, Gọi nhau qua vách núi).
- Định Hải (các tập thơ: Bài ca trái đất, Bao nhiêu điều lạ và hoạt cảnh thơ Những câu tục ngữ gặp nhau).
- Lê Văn Thảo (các tiểu thuyết: Một ngày và một đời, Cơn giông).
- Vũ Thị Thường (các truyện ngắn: Hai chị em, Bông hoa súng, Câu chuyện bắt đầu từ những đứa trẻ).
- Nguyễn Khắc Trường (các tập truyện ngắn: Thác rừng, Miền đất mặt trời và tiểu thuyết Mảnh đất lắm người nhiều ma).
- Khuất Quang Thụy (các tiểu thuyết: Trong cơn gió lốc, Không phải đùa, Góc tăm tối cuối cùng).
- Nguyễn Trí Huân (các tiểu thuyết: Năm 1975 họ đã sống như thế, Chim én bay).
- Thanh Tịnh (Trần Thanh Tịnh) (tập thơ Thơ ca, truyện ngắn Ngậm ngải tìm trầm, tập truyện ngắn Quê mẹ và truyện tho Đi giữa mùa sen).
- Hoàng Phủ Ngọc Tường (tập ký Rất nhiều ánh lửa và Tuyển tập văn học Hoàng Ngọc Phủ Tường).
- Vũ Hạnh (các tiểu luận:  Người Việt cao quí, Đọc lại truyện Kiều, tập truyện ngắn Bút máu và tiểu thuyết Lửa rừng).
- Đại tá Chu Lai (các tiểu thuyết: Ăn mày dĩ vãng, Phố).
- Vũ Bằng (bút ký Thương nhớ mười hai và Tuyển tập Vũ Bằng).
- Y Điêng (Kpăhôfi) (truyện dài Hơ Giang và tiểu thuyết Truyện bên bờ sông Hinh).
- Trần Đăng (Đặng Trần Thi) (các truyện ngắn: Một lần tới thủ đô, Trận Phố Ràng, Một cuộc chuẩn bị).
- Nam Hà (các tiểu thuyết: Trong vùng tam giác sắt, Đất miền Đông).
- Chu Cẩm Phong (Trần Tiến) (các truyện ký: Mặt biển, mặt trận, Rét tháng giêng và Nhật ký Chu Cẩm Phong).
- Vương Trọng (tập thơ Về thôi nàng Vọng Phu, tập thơ thiếu nhi 'Mèo đi câu, tuyển tập thơ 'Ngoảnh lại và trường ca Đảo chìm).
- Minh Huệ (các tập thơ: Đêm nay Bác không ngủ, Tiếng hát quê hương, Đất chiến hào).
- Xuân Hoàng (các tập thơ: Miền Trung, Hương đất biển và trường ca Từ tiếng võng làng Sen).
- Nhị Ca (các lý luận phê bình: Từ cuộc đời vào tác phẩm, Dọc đường văn học và khảo cứu Gương mặt còn lại của Nguyễn Thi).
- Liệt sĩ Dương Thị Xuân Quý (truyện Chỗ đứng và tập truyện ký Hoa rừng).
- Trung Trung Đỉnh (các tiểu thuyết: Lạc rừng, Tiễn biệt những ngày buồn, Ngược chiều cái chết).
- Hồ Dzếnh (tập truyện ngắn Chân trời cũ và các tập thơ: Quê ngoại, Hoa xuân đát Việt, Hồ Dzếnh tác phẩm chọn lọc).
- Trần Huyền Trân (các tiểu thuyết: Sau ánh sáng, Bóng người trên gác binh và tập thơ Rau tần).
- Xuân Đức (các tiểu thuyết: Người không mang họ, Cửa gió, Tượng đồng đen một chân).
- Võ Quảng (truyện dài Quê nội, tập thơ Anh đom đóm và tập truyện Ngày tết của Trâu Xe).
- Trần Mai Ninh (Nguyễn Thường Khanh) (tuyển tập Thơ văn Trần Mai Ninh).

### Âm nhạc
- An Chung (các ca khúc: Trăng sáng đôi miền, Tôi người lái xe, Hát lên cô gái Thái Bình, Hát từ xóm biển Cà Mau).
- Ánh Dương (các ca khúc: Chào em cô gái Lam Hồng, Dốc lòng dốc sức giải phóng miền Nam, Hoa đào nở trên biên giới, Pu Chom Xy và tác phẩm giao hưởng Tượng đài chiến thắng).
- Đắc Nhẫn (các ca khúc: Tầm vu, Son sắt một lòng, Anh về miền Bắc, Con đò trên sông Bến Hải, Cần Thơ gạo trắng nước trong).
- Đôn Truyền (các ca khúc: Cây lúa Hàm Rồng, Giá từng thước đất, tác phẩm nhạc múa Cô gái Thăng Long, Hội Then và nhạc cho vở chèo Lý Nhân Tông kế nghiệp).
- Đức Minh (các ca khúc: Em là hoa Pơlang, Cô gái lái tàu, Trên biển quê hương, Đất mỏ quê ta và tác phẩm kịch hát Tiếng đàn Thạch Sanh).
- Ca Lê Thuần (các tác phẩm giao hưởng: Dáng đứng Việt Nam, Concertino cho piano và dàn nhạc, Giao hưởng thơ d-moll, tổ khúc giao hưởng - kịch múa Ngọc trai đỏ và âm nhạc cho vở kịch múa Lục Vân Tiên).
- Hoàng Đạm (các tác phẩm khí nhạc: Vũ khúc Tây Nguyên, Hội nghị Diên Hồng, Dòng kênh trong, hợp xướng Thanh Hóa anh hùng và giao hưởng thơ Giải phóng Điện Biên).
- Hoàng Dương (các tác phẩm khí nhạc: Hát ru, Giai điệu quê hương, Vũ khúc Hơ rê, Bài ca chung thủy và giao hưởng thơ Biển cả tình yêu).
- Hoàng Tạo (các ca khúc: Đưa anh đi hái măng rừng, Tên lửa về bên sông Đà, Chiếc ba lô và bài ca tình nguyện, Quần đảo đồng đội, Em ca Sơn La, Lời xanh Mộc Châu).
- Lê Lôi (các ca khúc: Đóng nhanh lúa tốt, Nhắn anh nhắn chị đường xa, Bác Hồ sống mãi với Tây Nguyên, Bài ca nữ anh hùng miền Nam và tác phẩm hòa tấu violon và piano Bình minh Hạ Long).
- Lê Yên (các ca khúc: Trận Đoan Hùng, Ngựa phi đường xa, Bộ đội về làng, Nhớ ngày Bác về Thủ đô, Kể về tướng Mỹ, Nhớ và công trình nghiên cứu Những vấn đề cơ bản của âm nhạc tuồng).
- Lương Vĩnh (các ca khúc: Thành phố hoa phượng đỏ, Ở vùng than quê hương tôi, Bài ca mùa xuân, Tạm biệt Phnôm Pênh, Hương nhãn).
- Mộng Lân (các ca khúc: Quê em bừng sáng, Tấm ảnh Bác Hồ, Nguyễn Bá Ngọc, người thiếu niên dũng cảm, Buổi sáng trên thành phố Bác Hồ, Những cánh chim địa chất).
- Nguyễn An (các ca khúc: Về đồng bằng, Giữ cho em tiếng hót chim rừng, Em có nghe âm thanh ngày mới, Những bông sen và những mái chèo, Tiếng gọi núi rừng).
- Thiếu tướng An Thuyên (các ca khúc: Em chọn lối này, Đêm nghe hát đò đưa nhớ Bác, Hành quân lên Tây Bắc, Khi xe tăng qua miền quan họ và tác phẩm thanh xướng kịch Nguyễn Công Trứ).
- Nguyễn Đình Bảng (các ca khúc: Thời hoa đỏ, Du thuyền sông Lam, Khoả trần Trường Sơn, Ngôi sao biển và tác phẩm ballade symphonique Thị Kính, Thị Mầu).
- Nguyễn Cường (các ca khúc: Hò biển, Hơ ren lên rẫy, Em muốn sống bên anh trọn đời, Đôi mắt Pleiku, Một nét ca trù ngày xuân).
- Nguyễn Thành (các ca khúc: Qua miền Tây Bắc, Cảm xúc tháng Mười và các tác phẩm khí nhạc: Ước mơ, ballet Xô Viết Nghệ Tĩnh).
- Nguyễn Văn Nam (các bản giao hưởng: Giao hưởng số 3, Tiếng sáo 1, Tưởng nhớ, Giao hưởng số 5 - Mẹ Việt Nam, Giao hưởng số 6 - Sài Gòn 300 năm).
- Phan Ngọc (các ca khúc: Khúc ca Hơ rê, Chuyện tình tiên sa, tác phẩm giao hưởng Một thời để nhớ, giao hưởng thơ Thung lũng đỏ và tác phẩm rhapsody Hào khí Tây Sơn).
- Phan Thanh Nam (các ca khúc: Lá cờ tháng 8, Trên đường vui hôm nay, Ta hát tiếp bài ca, Đi giữa màu xanh, Con sông quê hương).
- Tôn Thất Lập (các ca khúc: Hát cho dân tôi nghe, Xuống đường, Người đợi người, Trị An âm vang mùa xuân, Chiều trên sông Sài Gòn).
- Tú Ngọc (các công trình nghiên cứu: Dân ca người Việt, Hát xoan, nghi lễ dân ca, phong tục, Âm nhạc mới Việt Nam, tiến trình và thành tựu).
- Thái Cơ (Đầu Vũ Như) (các ca khúc: Tiếng còi thi đua, Rặng trâm bầu, Qua bến đò Quan, Khi thành phố lên đèn, Nón trắng trên đồng, Nghe tiếng trống quê hương).
- Trần Long Ẩn (các ca khúc: Hát trên đường tranh đấu, Tình đất đỏ miền Đông, Một rừng cây, một đời người, Ba anh em người lính trẻ, Tín hiệu trái tim).
- Trần Quý (các ca khúc: Hát mừng anh hùng Núp, Lời ca thống nhất, Bác Hồ đời đời sống mãi, các bản giao hưởng Tây Nguyên, Lục bình tím).
- Trần Tiến (các ca khúc: Bài ca thanh niên ra tiền tuyến, Cô gái Sầm Nưa xinh đẹp, Giai điệu tổ quốc, Chiếc vòng cầu hôn, Tuỳ hứng lý ngựa ô, Chị tôi).
- Trương Ngọc Ninh (các ca khúc: Hạt mưa mùa xuân, Lời ru chia đôi, Tượng đài trong trái tim, Biển khát, Cho màu xanh sinh sôi, Vòng tay Đam San).
- Trương Quang Lục (các ca khúc: Vàm Cỏ Đông, Hoa sen Tháp Mười, Quảng Ngãi đất mẹ anh hùng, Cô gái Lâm Thao, Trái đất này của chúng em, Xỉa cá mè).
- Văn Chung (các ca khúc: Lỳ và sáo, Hò dân cày, Gái Thôn Đoài, trai thôn Thượng, Quê tôi giải phóng, Tính hẹn cùng Tình, Lượn tròn lượn khéo).
- Văn Lưu (Đoàn Lý An) (các ca khúc: Cô đẩy xe goòng, Bài ca người săn máy bay, Nữ dân quân miền biển, Em đi giao liên, Ta là chiến sĩ giải phóng quân).
- Vĩnh An (các ca khúc: Dấu chân trên rừng, Nắng ấm quê hương, Đi tìm người hát Lý thương nhau, Câu hò sông nước miền Trung, Về lại sông Trà).
- Vũ Thanh (các ca khúc: Bài ca Hà Nội, Lời anh vọng mãi ngàn năm, Hà Nội mùa thu, Rừng chiều, Vũng Tàu biển hát).
- Vũ Trọng Hối (các ca khúc: Niềm vui anh quân bưu, Bước chân trên dải Trường Sơn, Đường tôi đi dài theo đất nước, Lời tạm biệt trước lúc lên đường).
- Xuân Oanh (các ca khúc: 19 tháng 8, Quê hương anh bộ đội, Hà Nội, Bắc Kinh, Mạc Tư Khoa, Ca ngợi chế độ tốt đẹp của chúng ta, Trời sẽ lại trong xanh).

### Sân khấu
- Hồ Thi (Hồ Ngọc) (các công trình nghiên cứu: Nghệ thuật viết kịch, Xây dựng cốt truyện kịch, Tính ước lệ của nghệ thuật sân khấu, Tính hấp dẫn của nghệ thuật sân khấu).
- Minh Khoa (Đặng Quang Hổ) (các tác phẩm kịch: Người ven đô, Võ Văn Tần, Hồ Huấn Hiệp).
- Ngọc Linh (Dương Đại Tâm) (các tác phẩm cải lương: Kiều, Trưng Vương và tác phẩm chèo Sợi tơ vàng).
- Nguyễn Anh Biên (các tác phẩm kịch: Khi tình yêu đã chết, Biển cồn cào, Cột trụ chống trời).
- Nguyễn Khắc Phục (các tác phẩm kịch: Bông trắng, Tú Xương, Kẻ sĩ Thăng Long).
- Nguyễn Xuân Yến (các tác phẩm tuồng: Hồ Quý Ly, Lịch sử hãy cùng phán xét, Tiếng thét giữa Hoàng cung).
- Phi Hùng (Phạm Thành Lâm) (các tác phẩm cải lương: Người giữ mộ, Thất trảm sớ, Cho đời soi gương).
- Sỹ Hanh (các tác phẩm kịch: Tôi đi tìm tôi, Đứa con tôi, Cuộc đời tôi).
- Tạ Xuyên (các tác phẩm kịch: Khát vọng, Thung lũng trắng, Cuộc gặp gỡ muộn màng).
- Thanh Hương (các tác phẩm kịch: Vàng, Niềm hạnh phúc không tên, Đời người giấc mộng).
- Thùy Linh (Trần Thị Đức) (các tác phẩm: Tình mẹ, Suối đất hoa, Thanh gươm và nữ đô đốc Bùi Thị Xuân)
- Trần Đình Ngôn (các tác phẩm chèo: Chiếc nón bài thơ, Nước mắt Vua Đinh, Côn Sơn hiền sĩ).

### Mỹ thuật
Hội họa
- Đoàn Văn Nguyên
- Huỳnh Phương Đông
- Lê Anh Vân
- Lê Huy Tiếp
- Lò An Quang
- Nguyễn Sĩ Tốt
- Nguyễn Thế Vinh
- Nguyễn Trọng Đoan
- Phạm Viết Song
- Quách Phong
- Trần Khánh Chương
- Trần Nguyên Đán
- Hoàng Đình Tài

Điêu khắc
- Đinh Rú
- Lê Đình Quỳ
- Lê Liên
- Lưu Thanh Danh

### Múa
- Nghệ sĩ Ưu tú Bùi Chí Thanh (Cụm công trình nghiên cứu: Nghệ thuật Múa Mường, Di sản múa Dân gian dân tộc vùng Tây Bắc, Tết nhảy của người Dao quần chẹt Hoà Bình).
- Nghệ sĩ Ưu tú Hoàng Phi Long (Cụm tác phẩm: Mùa sen nở, Nón quai thao, Lễ tạ).
- Nghệ sĩ Nhân dân Lê Huân (Cụm tác phẩm: Ăng co bất diệt, Ngọn lửa Ba Tơ, Anh nuôi tay súng, Mài sắc đường lê).
- Nghệ sĩ Nhân dân Lê Ngọc Cường (Cụm tác phẩm: Lửa thiêng, Hứng dừa, Tiếng đàn bên suối, Xuân về trên bản Mèo).
- Nghệ sĩ Ưu tú, Nhà giáo Ưu tú Nguyễn Bá Thái (Cụm tác phẩm: Khoảnh khắc đêm hè, Nhịp Cráp đêm trăng, Duyên trăng).
- Nghệ sĩ Ưu tú Nguyễn Trọng Lanh (Cụm tác phẩm: Đường trời không thoát, Thầy thầy - Tớ tớ, Đồng đội trẻ).
- Tiến sĩ, Nghệ sĩ Nhân dân Phạm Anh Phương (Cụm tác phẩm: Lời ru của rừng, Bến lụy, Khai sơn phá thạch).

### Nhiếp ảnh
- Đoàn Công Tính với các bức ảnh Nụ cười bên thành cổ Quảng Trị, Trên đồi không tên, Đánh chiếm căn cứ Đầu Mầu.
- Đinh Ngọc Thông với bức ảnh Chiến sĩ ở mặt trận Điện Biên Phủ đọc thư nhà dưới chiến hào.
- Dương Thanh Phong với các bức ảnh Niềm hạnh phúc trong khắc nghiệt của chiến tranh, Khiêng nhà về làng cũ, Du kích đội rơm nguỵ trang tiếp cận địch và Binh lính Sài Gòn hốt hoảng trút bỏ quân trang quân dụng tháo chạy trong ngày 30/4/1975.
- Liệt sĩ Hai Nhiếp (Trần Bỉnh Khuôi) với các bức ảnh Tấn công đồn Cái Keo, Huyện Đầm Dơi, Cà Mau và Du kích Cà Mau kép pháo để tấn công và chiếm cứ điểm Cái Keo của Quân Nam Việt Nam 1965.
- Hoàng Linh (Phạm Quốc Trụ) với các bức ảnh Bác Hồ với thiếu nhi và Bác Hồ với nghệ sĩ Trà Giang.
- Hoàng Văn Sắc với các bức ảnh Đường ra tiền tuyến và Tiểu đội 10 cô gái ngã ba Đồng Lộc.
- Lê Minh Trường với bức ảnh Xẻ dọc Trường Sơn đi cứu nước.
- Lương Nghĩa Dũng với bức ảnh Đấu pháo ở Dốc Miếu.
- Mai Nam (Nguyễn Hữu Thống) với các bức ảnh Cảnh giác, Chạy đâu cho thoát và Đi trực chiến.
- Nguyễn Hồng Nghi với các cụm tác phẩm Bộ ảnh bình dân học vụ và Bộ ảnh Bác Hồ.
- Nguyễn Tiến Lợi với bức ảnh Xung phong.
- Nguyễn Văn Bảo với bức ảnh Từ “thần sấm” xuống xe trâu.
- Phan Thoan với bức ảnh Uy thế không lực Hoa Kỳ (O du kích nhỏ).
- Võ An Khánh (Võ Nguyên Nhân) với các bức ảnh Phóng lựu đạn vào đồn địch, một phát minh độc đáo của chiến tranh nhân dân, Hàng vạn nhân dân 3 xã Trần Thới, Phú Mỹ, Tân Hưng Đông biểu tình tuần hành ủng hộ bản tuyên bố 8 điểm với thiện chí hoà bình của đoàn đại biểu tại hội đàm Pari và Trạm Quân y dã chiến.
- Vũ Đình Hồng với các bức ảnh Bác Hồ thăm đơn vị pháo cao xạ bảo vệ Thủ đô đang trực chiến và Bác Hồ với các anh hùng chiến sĩ thi đua các lực lượng vũ trang quân giải phóng miền Nam ra thăm miền Bắc.
- Vũ Ba với bức ảnh Phúc Tân kêu gọi trả thù.
- Vũ Tạo với bức ảnh Hiên ngang.

### Văn nghệ dân gian
- Chu Quang Trứ (Các tác phẩm: Kiến trúc dân gian truyền thống Việt Nam, Sáng giá chùa xưa (Mỹ thuật Phật giáo) và Tượng cổ Việt Nam với truyền thống điêu khắc dân tộc).
- Nguyễn Huy Hồng (Các tác phẩm: Nghệ thuật múa Rối Việt Nam, Rối nước Việt Nam và Nghệ thuật múa rối nước Thái Bình).

### Kiến trúc
- Đặng Thái Hoàng
- Khương Văn Mười
- Lương Anh Dũng
- Nguyễn Khôi Nguyên
- Nguyễn Vũ Hưng

### Điện ảnh
- Nghệ sĩ Nhân dân, Đạo diễn Nguyễn Khánh Dư
- Nghệ sĩ Nhân dân, Đạo diễn Phạm Văn Khoa
- Nghệ sĩ Nhân dân, Đạo diễn Bạch Diệp
- Nghệ sĩ Nhân dân, Đạo diễn Nguyễn Thanh Vân
- Nghệ sĩ Nhân dân, Đạo diễn Trần Phương
- Nghệ sĩ Nhân dân, Đạo diễn Nguyễn Văn Thông
- Nghệ sĩ Nhân dân, Đạo diễn Ngô Mạnh Lân
- Nghệ sĩ Nhân dân, Đạo diễn Trần Vũ
- Nghệ sĩ Nhân dân, Đạo diễn Mai Lộc
- Nghệ sĩ Nhân dân, Đạo diễn Nguyễn Ngọc Quỳnh
- Nghệ sĩ Nhân dân, Đạo diễn Nguyễn Huy Thành
- Nghệ sĩ Nhân dân, Đạo diễn Lê Mạnh Thích
- Nghệ sĩ Nhân dân, Đạo diễn Đào Trọng Khánh
- Nghệ sĩ Nhân dân, Đạo diễn Khải Hưng

## Đợt III (2012)[cần dẫn nguồn]

### Văn học
- Anh Ngọc (Nguyễn Đức Ngọc)
- Bế Kiến Quốc
- Cao Tiến Lê
- Thiếu tướng Dũng Hà
- Đại tá Duy Khán
- Hoàng Nhuận Cầm
- Hồ Văn Ba (Chim Trắng)
- Hồng Nhu
- Hữu Loan
- Lê Minh Khuê
- Lê Tri Kỷ
- Lê Thành Nghị
- Lưu Trùng Dương
- Mai Quốc Liên
- Ngọc Bái
- Nguyễn Đức Hân
- Nguyễn Khắc Phê
- Nguyễn Sĩ Hộ (Lý Biên Cương)
- Nguyễn Thị Hồng Ngát
- Nguyễn Thị Như Trang
- Mai Ngữ
- Ngô Ngọc Bội
- Ngô Thảo
- Ngô Văn Phú (Ngô Bằng Vũ, Đào Bích Nguyên)
- Nguyễn Thành Long
- Nguyễn Trọng Tạo
- Phù Thăng (Nguyễn Trọng Phu)
- Tân Khải Minh (Sao Mai)
- Thái Bá Lợi
- Thanh Quế
- Thái Nguyên Chung (Nguyễn Chí Trung)
- Tô Thế Quảng (Tô Nhuận Vỹ)
- Trần Ninh Hồ
- Trần Văn Tuấn
- Triệu Bôn (Lê Văn Sửu)
- Trương Đình (Trinh Đường)
- Vi Hồng
- Xuân Cang

### Âm nhạc
- Nghệ sĩ Ưu tú Bùi Đức Hạnh (ca khúc Tình ca Tây Bắc, tác phẩm khí nhạc Tổng phổ Âm nhạc vở chèo Cô Son và sách biên soạn, tư liệu, sưu tầm 150 làn điệu chèo cổ.
- Nghệ sĩ Ưu tú Bùi Anh Phò (Thanh Anh) (các ca khúc: Cô Du kích Đà Nẵng, Tải đạn ra chiến trường, Biển khơi lưới vây, Bài ca dâng Đảng, Ký ức đồng đội).
- Cát Văn Vận (các ca khúc: Chân dung dũng sĩ, Đi dọc Việt Nam, Những cánh chim không mỏi, Khúc hành quân trên bán đảo, Ngọn lửa Pắc Pó, Hãy đến với rừng, Vòng tay hòa bình và tác phẩm khí nhạc Tình yêu của biển).
- Giáo sư, Nhà giáo Nhân dân Dương Viết Á (các lý luận và phê bình: Âm nhạc – Lý luận và cây đời, Âm nhạc Việt Nam từ góc nhìn văn hóa, sách biên khảo Theo dòng âm thanh cái đẹp sải cánh, sách Ca từ trong Âm nhạc Việt Nam và Giáo trình Mỹ học Âm nhạc).
- Nghệ sĩ Ưu tú Doãn Tiến (các tác phẩm khí nhạc: Hội xuân, Khát vọng phương Nam (Quê hương), Âm vang cao nguyên, Chiều quê).
- Đặng Hữu Phúc (các tác phẩm thanh nhạc: Khúc hát Trương Chi, tổ khúc Bốn mùa và các tác phẩm khí nhạc: Ngày hội, Sonate Polyphonique cho đàn Piano độc tấu giọng).
- Đinh Quang Hợp (các ca khúc: Tiếng hát sông Lam, Nhịp cầu sông Mã và tác phẩm thanh xướng kịch Lửa và Hoa).
- Phó Giáo sư, Tiến sĩ Đỗ Hồng Quân (các tác phẩm khí nhạc: Rhapsody Việt Nam cho dàn nhạc giao hưởng, symphony fantasy Mở đất, ballet Hồng Hoang).
- Đỗ Minh Quang (các ca khúc: Hoa sim biên giới, Người lính tình nguyện và điệu múa Áp sa ra, Cây đàn Ghita một dây, Hoa ban, Sông Lô chiều cuối năm, Chị ấy hát ru).
- Thiếu tướng, Nhà giáo Ưu tú Đức Trịnh (các ca khúc: Miền xa thẳm, Tình yêu người lính, Ngược dòng Hương Giang, Hoa dại, Mưa xuân và tác phẩm khí nhạc Tượng đài vô danh).
- Hoàng Long - Hoàng Lân (các ca khúc: Bác Hồ – Người cho em tất cả, Em đi thăm miền Nam, Đi học về, Từ rừng xanh cháu về thăm Lăng Bác, Những bông hoa những bài ca, Mùa hè ước mong, Kể chuyện con trâu gầy, Tiếng gõ cửa, Cùng múa hát dưới trăng, Mèo con đi học, Nụ cười của bé và tác phẩm tham khảo Tuyển tập Âm nhạc tuổi thơ.
- La Thăng (Nguyễn Văn Ngọ) (các ca khúc: Ca mừng đời ta tươi đẹp, Lên đường đánh Mỹ, Cô gái hái chè, Kể chuyện du kích làng Nguyễn đánh giặc, hợp xướng Hàm Luông dòng sông chiến thắng và các tác phẩm khí nhạc: Niềm vui giải phóng, Quê hương).
- Lê Lan (các ca khúc: Chị Mai xuống chợ, Vượt lên vì thống nhất hòa bình, Tình yêu tôi ở nơi đây, các hợp xướng cho dàn nhạc: Kèn tiến công đang vang dội, Nước non một dải, tác phẩm độc tấu cho violoncelle Trăng trên vịnh và nhạc cho múa Múa nón).
- Lê Tịnh (các ca khúc: Sông Đà lúc nắng chiều, Chiều rừng đỏ, Mưa sương, Hương hoa lộc biếc biên thùy, Đường nào xa mấy, tổ khúc Hương trầm tháng chạp, thơ giao hưởng Níu vào mùa thu và tổ khúc giao hưởng Cổ tích vũ trụ).
- Ngô Quốc Tính (các ca khúc: Trên công trường rộn tiếng ca, Hương hồi xứ Lạng, Mai em mười bảy, Biên giới tình ta, Dòng trăng lúng liếng và các tác phẩm khí nhạc: Huyền tích Trường Sơn, 'Ba Đình mùa thu ấy).
- Nghệ sĩ Ưu tú Nguyễn Đình Chín (Nguyễn Chính) (các ca khúc: Bài ca Hồ Chí Minh, Bên tượng đài mẹ Suốt và các tác phẩm khí nhạc: Trống hội đầu xuân, Tình quê hương, Cô gái Tràng An).
- Nguyễn Ngọc Khuê (các ca khúc: Mùa xuân làng lúa, làng hoa, Hạt nắng hạt mưa, Tình yêu với người chiến sĩ).
- Thầy thuốc Ưu tú Nguyễn Ngọc Thiện (các ca khúc: Ơi! Cuộc sống mến thương, Ngọn lửa trái tim, Người Mẹ, Nụ hoa và cây súng, Như khúc tình ca, Nhớ ơn thầy cô).
- Nguyễn Tiến (các ca khúc: Hoa cau vườn trầu, Phú nước non, Chiều mưa Hà Nội, Chiều xứ Lạng, Nhớ đêm giã bạn và các tác phẩm khí nhạc: Ngũ quả mừng xuân, Hồn Việt).
- Tô Trắp (Tố Hải) (các ca khúc: Những ngôi sao xanh, Em thương cô giáo miền cao, Lời ca không tắt, Đắk-Krông mùa xuân về).
- Trần Hồng (các sách biên soạn, tư liệu, sưu tầm: Âm nhạc kịch dân ca, Nhạc đàn kịch dân ca).
- Trần Trí Thanh (các ca khúc: Cây chông tre, Hành quân đêm và tác phẩm khí nhạc Khúc biến tấu cho dàn nhạc giao hưởng Chân dung đồng đội).
- Trọng Đài (các ca khúc: Hà Nội đêm trở gió, Chị tôi và các tác phẩm giao hưởng Hòa tấu Thăng Long, Tiếng rao).
- Trương Đình Quang (các sách biên soạn, tư liệu, sưu tầm: Lịch sử kịch hát bài chòi, Men rượu hồng đào (Dân ca Quảng Nam), Tuồng hát bộ Quảng Nam, Với bài hát và ca kịch quê hương).
- Võ Thành Khôi (Vĩnh Lai) (các ca khúc: Miền thương, Ánh mắt quê hương, Bóng cây ơn Người, Chiếc khăn quê hương, Niềm tin, thơ giao hưởng Niềm tin và overture Ngày hội non sông).
- Nghệ sĩ Ưu tú Võ Thành Chính (Vũ Thành) (các ca khúc: Rừng xanh quê hương ta, Tâm tình người nữ quân y, Đồng Tháp quê hương tôi, Trường Sơn con đường xuyên thế kỷ và hợp xướng Qua sông Sài Gòn).
- Vũ Tự Lân (các công trình lý luận phê bình – nghiên cứu âm nhạc: Những ảnh hưởng của Âm nhạc Châu Âu trong ca khúc Việt Nam giai đoạn 1930-1945, Những tác động của giao lưu văn hóa quốc tế đối với sự hình thành – phát triển âm nhạc, chuyên nghiệp mới Việt Nam, Từ điển tác giả, tác phẩm âm nhạc phổ thông, Lịch sử nhạc Jazz – Pop – Rock).

### Sân khấu
- Nghệ sĩ Nhân dân Bùi Đắc Sừ
- Hà Đình Cẩn
- Hồ Hải Học
- Lê Quý Hiền
- Nghệ sĩ Nhân dân Lê Tiến Thọ
- Ngô Hồng Khanh
- Nghệ sĩ Nhân dân Ngô Xuân Huyền
- Nguyễn Đăng Thanh
- Nghệ sĩ Nhân dân Nguyễn Ngọc Phác
- Nguyễn Thanh Nha (Trần Ngọc)
- Nghệ sĩ Ưu tú Trịnh Xuân Chính
- Nguyễn Xuân Bình
- Tiến sĩ, Nghệ sĩ Nhân dân Phạm Thị Thành
- Phan Lương Hảo
- Văn Sử

### Mỹ thuật
- Dương Ngọc Viên (các tác phẩm tranh sơn mài: Thư nhà, Gặp gỡ).
- Dương Hướng Minh (Nguyễn Văn Tiếp, Kỳ Quyết) (các tác phẩm tranh sơn mài: Kéo pháo vào Điện Biên Phủ, Tô Vĩnh Diện lấy thân chèn pháo).
- Hoa Bích Đào (các tác phẩm điêu khắc: Nghỉ ngơi (gỗ), Trò chơi (gò đồng), Những cánh diều (xi măng)).
- Lê Huy Hòa (các tác phẩm tranh sơn dầu: Ngã ba Đồng Lộc (đếm bom), Ngã ba Đồng Lộc (cắm tiêu) và tác phẩm tranh sơn mài Tĩnh vật lọ hoa trên ghế trúc).
- Lê Thanh Đức (sách Đình làng miền Bắc và tranh cổ động Không có gì quý hơn độc lập tự do).
- Nhà giáo Ưu tú Lê Mai Khanh (Mai Anh) (cụm tác phẩm in tổng hợp: Nhổ mạ, Cấy lúa, Thu hoạch và tác phẩm khắc cao su Chiến lũy).
- Nguyễn Cao Thương (các tác phẩm tranh sơn dầu: Bác Hồ thăm trận địa pháo ở Hồ Tây, Hành quân qua bưng biền Đồng Tháp Mười và tác phẩm tranh sơn mài Xây dựng Khu gang thép Thái Nguyên).
- Nguyễn Nghĩa Duyện (các tác phẩm tranh sơn khắc: Chợ quê, Bác Hồ đi chiến dịch, Bác Hồ trên đường ra trận).
- Nguyễn Phú Cường (các tác phẩm gốm: Đàn, Tượng đài chiến thắng).
- Nguyễn Quang Phòng (các sách: Các họa sĩ Trường Cao đẳng Mỹ thuật Đông Dương, Mỹ thuật thủ đô Hà Nội thế kỷ XX).
- Nguyễn Thế Vinh (các tác phẩm tranh sơn dầu: Trẻ sơ sinh trong lòng địa đạo Vĩnh Linh, Người xóm Chàm Phan Rang).
- Phạm Quang Hồng (các tác phẩm điêu khắc: Bà mẹ Quảng Nam (đúc đồng), Tượng đài Hà Lam - Chợ Được (bê tông cốt thép), Thạch Sanh (đá)).
- Phạm Văn Hớn (Phạm Mười) (tượng đồng Vót chông và tượng thạch cao Thế hệ (Anh thương binh)).
- Trần Hữu Chất (Hồng Chinh Hiền) (các tác phẩm tranh sơn khắc: Mùa xuân trên Tây Nguyên, Trên những nẻo đường đất nước).
- Trịnh Bá Phòng (Hồng Điền, Ba Phong) (các tác phẩm tranh sơn dầu: Bảo vệ đồng quê, Du kích địch hậu chống càn).
- Xu Man (Xu Dơn) (các tác phẩm tranh sơn dầu: Bác Hồ với tình yêu Tây Nguyên, Bác Hồ với Tây Nguyên và các tác phẩm tranh sơn mài: Ngày hội trên Tây Nguyên, Bình minh trên núi rừng Tây Nguyên).

### Múa
- Bùi Đình Phiên (các kịch bản: Vĩnh biệt hoa anh túc, Huyền thoại Mẹ, Mùa ban Điện Biên).
- Nghiêm Chí (các kịch bản: Ngọc trai đỏ, Lục Vân Tiên – Kiều Nguyệt Nga).
- Nghệ sĩ Nhân dân Ngô Đặng Cường (các tác phẩm: Những buổi chiều của mẹ, Mưa rừng, Hương chè mùa xuân, Mùa cốm mới).
- Nghệ sĩ Ưu tú Nguyễn Minh Thông (các tác phẩm: Vũ khúc Coọng Linh, Sóng vỗ - niềm vui biển bờ, Bức tranh bên hồ).
- Nhà giáo Nhân dân Phạm Minh Phương (các tác phẩm: Hoa sen, Những cánh hoa Chàm, Hào khí Bạch Đằng).

### Nhiếp ảnh
- Chu Chí Thành (bộ ảnh Từ ngục tối thắng lợi trở về: Những bước đi đầu tiên trên vùng giải phóng, Hạnh phúc của những người chiến thắng, Nghẹn ngào đón mừng các chiến sĩ thắng lợi trở về, Thoát khỏi ngục tù).
- Vương Khánh Hồng (cụm ảnh Đường Trường Sơn – Đường Hồ Chí Minh những năm đánh Mỹ: Chiến sĩ gái đơn vị xăng dầu trên đường Trường Sơn, Đại tướng Võ Nguyên Giáp yêu bộ đội và những cánh rừng Trường Sơn, Đoàn xe vận tải vượt trọng điểm Km 33 đường “K” Tây Trường Sơn, Xe bọc thép phóng từ rà phá bom mìn trên trọng điểm đường Tây Trường Sơn, Tổ trinh sát “Công binh: trên trọng điểm đỉnh đèo “Tha Mé” Tây Trường Sơn-Nam Lào, Sức sống và vẻ đẹp Trường Sơn).

### Văn nghệ dân gian
- Đinh Văn Ân
- Hoàng Triều Ân
- Lư Viên
- Phó Giáo sư Nguyễn Du Chi (Tố Như)
- Nguyễn Khắc Xương
- Giáo sư Nguyễn Tấn Đắc
- Trần Việt Ngữ

### Kiến trúc
- Meinhard von Gerkan và Nikolaus Goetze (Trung tâm Hội nghị quốc gia Hà Nội).
- Giáo sư, Tiến sĩ Khoa học Nguyễn Đức Thiềm (Huơng Giang) (sách: Khía cạnh văn hóa xã hội của kiến trúc và bộ sách: Kiến trúc, Kiến trúc cơ sở, Khái niệm kiến trúc và cơ sở sáng tạo, Kiến trúc nhà ở, Kiến trúc nhà công cộng, Cấu tạo kiến trúc và chọn hình kết cấu).
- TS. KTS Nguyễn Tiến Thuận (cụm công trình kiến trúc biểu tượng: Tòa nhà trung tâm - Trung tâm Hội chợ triển lãm quốc tế thương mại và văn hóa Hải Phòng, Tượng đài khát vọng thống nhất – Khu di tích bờ Hiền Lương).
- KTS Nguyễn Trường Lưu (cụm công trình kiến trúc hiện đại và truyền thống: Kho bạc Nhà nước tại thành phố Hồ Chí Minh, Đền tưởng niệm các vua Hùng tại thành phố Hồ Chí Minh).
- KTS Trần Ngọc Chính (cụm công trình quy hoạch xây dựng các đô thị: Khu công nghiệp Dung Quất, thành phố Đà Nẵng, thành phố Vũng Tàu).

### Điện ảnh
- Đạo diễn An Như Sơn (các phim tài liệu: Nam Bắc một  lòng, Chống hạn, Diệt dốt, Tiếng hát trên đỉnh núi, Đồng Xoài rực lửa).
- Đạo diễn, Nghệ sĩ Ưu tú Dương Minh Đẩu (Bùi Phương) (các phim tài liệu: Quyết tâm đánh thắng giắc Mỹ xâm lược, Vài hình ảnh tổng tiến công Xuân 68'', Campuchia 3+4).
- Đạo diễn, Nghệ sĩ Nhân dân Trần Đắc (các phim truyện nhựa: Sao tháng Tám, Bài ca ra trận, Ga).
- Đạo diễn, Nghệ sĩ Ưu tú Hồ Quảng (các phim hoạt hình: Gà trống hoa mơ, Con khỉ lạc loài, Con kiến và hạt gạo).
- Đạo diễn, Nghệ sĩ Ưu tú Nguyễn Hữu Phần (các phim truyện truyền hình: Đất và người, Ma làng).
- Đạo diễn, Nghệ sĩ Nhân dân Nguyễn Khắc Lợi (các phim truyện nhựa: Tướng về hưu, Nguyễn Ái Quốc ở Hồng Kông, Tiếng cồng định mệnh).
- Đạo diễn, Nghệ sĩ Nhân dân, quay phim Nguyễn Lương Đức (các phim khoa học: 'Chú ý thuốc trừ sâu, Đất Tổ nghìn xưa).
- Đạo diễn, Nghệ sĩ Ưu tú Nguyễn Tiến Lợi (Lê Quang Lộc) (phim tài liệu: Chiến thắng Điện Biên Phủ).
- Đạo diễn, Nghệ sĩ Ưu tú Phan Trọng Quỳ (các phim tài liệu: Như đón cả 14 triệu đồng bào Miền Nam anh hùng, Một ngày trực chiến, 'Hà Nội lập công mừng thọ Bác Hồ, Hồ chứa nước Mẫu Sơn, Bác Hồ đi thăm các nước XHCN).
- Đạo diễn, Nghệ sĩ Ưu tú Phạm Minh Trí (các phim hoạt hình: Giải nhất thuộc về ai, Diều hâu, Ông tướng canh đền, Quỷ núi và tình yêu, Tổ tiên loài ếch, Cuộc phiêu lưu của ong vàng).
- Đạo diễn, Nghệ sĩ Ưu tú Phạm Việt Tùng (các phim tài liệu: Hà Nội, Điện Biên Phủ, Người lính xe tăng 390 ngày ấy, Hình ảnh B52 rơi sau cột truyền hình 58 Quán Sứ – Hà Nội).
- Đạo diễn, Nghệ sĩ Nhân dân Trần Việt (Trần Thanh) (các phim tài liệu: Kỷ niệm 10 năm chiến thắng Điện Biên phủ, Chiến thắng lịch sử xuân 1975, Cuộc đụng đầu lịch sử).
- Đạo diễn, Nghệ sĩ Ưu tú Vương Tuấn Đức (các phim truyện nhựa: Cỏ lau, Những người thợ xẻ, Của rơi).

## Đợt IV (2017)[2][3]

### Văn học
- Đào Văn Thắng (Đào Thắng, Đào Danh Thắng, Đào Nhật Minh) với cụm tác phẩm: Dòng sông mía (tiểu thuyết); Nước mắt (tiểu thuyết).
- Phạm Đức Ban (Đức Ban) với cụm tác phẩm: Trăng vỡ (tiểu thuyết) và Đêm thức (tập truyện ngắn).
- Nguyễn Cao Sơn (Cao Duy Sơn) với cụm tác phẩm: Đàn trời (tiểu thuyết); Ngôi nhà xưa bên suối (tập truyện ngắn).
- Trần Quang Điển (Tùng Điển) với tác phẩm: Những ô cửa màu nâu (tập truyện ngắn).
- Võ Khắc Nghiêm (Hương Chi, Nghiêm Minh) với cụm tác phẩm: Mạnh hơn công lý (tiểu thuyết); Mảnh đời của Huệ (tiểu thuyết).
- Kiều Vượng với tác phẩm Vùng trời thủng (tiểu thuyết).
- Dương Văn Hướng (Dương Hướng) với tác phẩm Bến không chồng (tiểu thuyết).
- Trần Quang Quý với cụm tác phẩm: Giấc mơ hình chiếc thớt (tập thơ); Màu tự do của đất (tập thơ); Siêu thị mặt (tập thơ).
- Đào Mạnh Thông (Trúc Thông) với cụm tác phẩm: Một ngọn đèn xanh (tập thơ); Ma-ra-tông (tập thơ).
- Nguyễn Xuân Khánh với cụm tác phẩm: Hồ Quý Ly (tiểu thuyết); Đội gạo lên chùa (tiểu thuyết); Mẫu thượng ngàn (tiểu thuyết).
- Phạm Văn Hoa (Phạm Hoa) với cụm tác phẩm: Miền xa thẳm (tiểu thuyết); Ngày không bình thường (truyện ngắn).
- Lê Thị Mây (Phạm Tuyết Hoa, An Hoa) với cụm tác phẩm: Lê Thị Mây - tuyển tập thơ; Tự khúc ánh sáng (trường ca); Lửa mùa hong áo (trường ca).
- Nguyễn Quang Thiều (Hoàng Lê)
- Nguyễn Đình Huy (Quang Huy) (truy tặng)
- Lò Ngân Sủn (truy tặng)

Đợt 2
- Hoàng Quốc Hải
- Nguyễn Thị Tài Hồng (Lê Minh)
- Đỗ Văn Thuận (Hồng Diệu)
- Ông Văn Tùng
- Phạm Vũ La (Hoàng Luyện)
- Nguyễn Đình Lạp
- Trần Văn Lễ (Trần Lê Văn)
- Tạ Hữu Yên

### Âm nhạc
- Phó Giáo sư, Nhà giáo Nhân dân Hoàng Cương với các tác phẩm khí nhạc: Ký ức dòng sông (tổ khúc 4 chương cho dàn nhạc dây), Trống tràng thành (Scatte-Ballade viết cho violencello và piano), Quintet (cho contrabasse violon, viola, piano), Bài ca tháng Năm (hợp xướng và dàn nhạc giao hưởng), Thác đổ (giàn nhạc giao hưởng).
- Giáo sư, Tiến sĩ Trần Thế Bảo với sách Suy nghĩ về nhạc luật cổ truyền, khí nhạc Concerto Piano và dàn nhạc nhỏ; khí nhạc Concerto cho Violoncelle và dàn nhạc giao hưởng và ca khúc Nửa đêm.
- Phạm Tịnh với các ca khúc Điều chưa thấy trong văn tự người Dao, Từ chân ruộng bậc thang.
- Nguyễn Văn Quỳ (Đỗ Quyên) với các tác phẩm: khí nhạc Sonate cho violon và piano số 4, 5, 6, 7, 8; các ca khúc: Bác Hồ vầng dương của chúng ta, Yêu người bao nhiêu yêu nghề bấy nhiêu, Thanh niên trên công trường, Ca mừng Bác; hợp xướng: Ánh sáng Lê-nin.
- Trần Mạnh Hùng với các tác phẩm: giao hưởng 4 chương Một nửa cõi trầm; giao hưởng thơ Lệ Chi Viên; các ca khúc: Giấc mơ mùa lá, Gió lộng bốn phương, Ơi mẹ làng Sen.
- Hình Phước Long (Ngô Hữu Ly) với chùm ca khúc: Gần lắm Trường Sa, Gặp anh trên đảo Sinh Tồn, Vầng trăng nơi đảo xa, Đêm xoang Tây Nguyên, Khánh Hòa, một khúc ca.
- Hoàng Sông Hương
- Văn Thành Nho (Vũ Thành Nho) với chùm ca khúc: Đất nước lời ru, Nước non vọng khúc nguyệt cầm, Điệu xòe múa hoa ban, Chuồn chuồn thi sĩ, Ê-mơ-nga, anh yêu em.
- NSND Đặng Văn Hùng
- NSƯT Đỗ Dũng với các bản khí nhạc: Sinh tử luân hồi (Concerto cho piano và dàn nhạc), Tổ quốc (hợp xướng và dàn nhạc giao hưởng), Tôi nghe âm điệu quê hương tôi (giao hưởng).
- Vũ Kiến Thiết (Vũ Thiết) với các ca khúc: Tiếng hát bên dòng sông Trà, Lời sóng hát, Khúc tráng ca biển, Nghe câu quan họ trên cao nguyên.
- Trần Văn Chừng (truy tặng) với các tác phẩm: Vui mùa chiến thắng, Bác Hồ trong lòng dân Tây Nguyên, Hạt cát ấy - bông hoa ấy, Đêm xoang Tây Nguyên, Trường Sa - ơi Trường sa.

Đợt 2
- Cao Việt Bách
- Trần Viết Bính (Trần Việt)
- Nguyễn Thế Song
- Nguyễn Văn Vinh (Quang Vinh)
- Lê Việt Hòa

### Sân khấu
- Giáo sư, Tiến sĩ, Nhà giáo nhân dân Trần Quán Anh
- Nguyễn Sĩ Chức
- Nguyễn Hoàng Chương (Nguyễn Đăng Chương)
- Nghệ sĩ nhân dân Phùng Huy Bính
- Chu Văn Thơm (Chu Thơm)
- Phó Giáo sư, Tiến sĩ Trần Trí Trắc (Hồ Chí Nam, Trần Đức Trí)
- Nguyễn Ngọc Thụ
- Lưu Quang Hà (truy tặng)
- Chu Hồng Phi (truy tặng)

Đợt 2
- Phạm Vũ La (Hoàng Luyện)

### Mỹ thuật
Hội họa
- Đỗ Sơn

Điêu khắc
- Nguyễn Văn Quế (truy tặng)

Đợt 2
Hội họa
- Vũ Quốc Ái (Lê Lam)
- Cổ Tấn Long Châu
- Bửu Chỉ
- Nguyễn Bích

Điêu khắc
- Phạm Thị Gia Hương (Vũ Thạch)

### Nhiếp ảnh
Đợt 2
- Nguyễn Hữu Cấy
- Hứa Thanh Kiểm
- Mầu Hoàng Thiết
- Lâm Tấn Tài

### Múa
- Nghệ sĩ nhân dân Trần Xuân Thanh
- Nghệ sĩ nhân dân Nguyễn Văn Quang

### Văn nghệ dân gian
- Nghệ nhân ưu tú Lương Thị Đại
- Phạm Vương Túc (Phạm Vương Anh)
- Hoàng Trần Nghịch
- Nghệ nhân ưu tú Bùi Huy Vọng (Bùi Cao Sơn)
- Trần Sĩ Huệ (Trần Huyền Ân)
- Phó Giáo sư, Tiến sĩ Ngô Văn Doanh
- Nguyễn Hải Liên
- Nguyễn Minh Hiệu (Huệ Diệu, Cơ Hồng Diệu) (truy tặng)

Đợt 2
- Ngô Đức Thịnh
- Trần Lâm Biền (Trần Lâm, Tuệ Lâm)
- Diệp Đình Hoa

### Kiến trúc
- Phó Giáo sư Trần Hùng (truy tặng)
- Lê Thành Vinh
- Lưu Hướng Dương

### Điện ảnh
- Nghệ sĩ nhân dân Lê Văn Thi (Lê Thi)
- Tiến sĩ Ngô Phương Lan (Vũ Phương)
- Nghệ sĩ Nhân dân Đào Bá Sơn
- Nghệ sĩ Nhân dân Nguyễn Hà Bắc
- Đạo diễn, Nghệ sĩ Nhân dân Phạm Nhuệ Giang
- Nghệ sĩ ưu tú Nguyễn Hoàng
- Nguyễn Tường Phương
- Nghệ sĩ ưu tú Nguyễn Xuân Sơn
- Nghệ sĩ Nhân dân Trần Thế Dân
- Nghệ sĩ Nhân dân Nguyễn Thị Phương Hoa
- Nghệ sĩ ưu tú Nguyễn Đức Tiến (Lê Bảo, Chăn Keo)
- Nghệ sĩ ưu tú Nguyễn Minh Chuyên
- Nguyễn Anh Dũng
- Nghệ sĩ Nhân dân Trương Qua (Tấn Vũ) (truy tặng)
- Đào Thanh Tùng (truy tặng)
- Nghệ sĩ ưu tú Nguyễn Ngọc Trung (truy tặng)

### Chưa rõ chuyên ngành
Đợt 2
- Trần Hoàng Hải,
- Hoàng Anh Nhân,
- Nguyễn Thành Đại (Từ Lương)

## Đợt V (2022)[5][6]

### Văn học
- Trần Xuân Hùng (Trần Hùng)
- Nguyễn Công Bác (Nguyễn Bắc Sơn)
- Lê Văn Tĩnh (Từ Nguyên Tĩnh)
- Trần Anh Thái
- Nguyễn Hữu Nhàn
- Nguyễn Xuân Thâm (Đỗ Hữu)
- Phạm Xuân Thiêm (Hồ Trương, Bút Chiến Hào)
- Lê Văn Vọng
- Nguyễn Ngọc Bảo (Nguyễn Bảo)
- Nguyễn Văn Thọ (Thụ Nguyễn)
- Phan Ngọc Khuê (Phan Khuê, Ngọc Phan)
- Cao Sơn Hải

#### Truy tặng[6]
- Trần Viết Linh (Văn Linh) (tiểu thuyết: Goòng)
- Trần Quang Huy (Trần Việt Phương) (tập thơ: Cửa mở)
- Nguyễn Xuân Phê (Nguyễn Thế Phương) (tiểu thuyết: Đi bước nữa)
- Nguyễn Quốc Trung (Nguyễn Tình Nguyện) (tiểu thuyết: Đất không đổi màu)
- Nguyễn Huy Thiệp (truyện ngắn: Tướng về hưu; tập truyện ngắn: Những ngọn gió Hua Tát)
- Hoàng Trần Cương (trường ca: Trầm Tích)
- Dương Duy Ngữ (Tập truyện: Rước chữ)
- Bùi Bình Thi (tiểu thuyết: Xiêng Khoảng mù sương)

### Âm nhạc
- Đinh Trung Cẩn (Ca khúc: Tổ quốc gọi tên mình, Biển nghiêng)
- Thao Giang
- Lê Hàm (Hợp xướng: Việt Nam trong trái tim tôi. Ca khúc: Gái sông La, Người mẹ Làng Sen)
- Nguyễn Thụy Kha (Sách: Thế kỷ âm nhạc Việt Nam - một thời đạn bom, Thế kỷ âm nhạc Việt Nam một thời hòa bình)
- Đoàn Chí Bổng
- Nguyễn Duy Thái
- Nguyễn Khánh Vinh (Ca khúc: Tia nắng, hạt mưa (lời thơ: Lệ Bình), Hỡi em Nu-Ri-Sa, tổ khúc nhạc thiếu nhi: Cổ tích viết trên cát)
- Võ Đăng Tín
- Trương Tuyết Mai
- Trần Nhật Dương
- Đỗ Văn Đồng
- Nguyễn Duy Khoái
- Nguyễn Hoàng Bích
- Vũ Văn Vang
- Phan Văn Minh
- Đặng Văn Bông
- Lê Đăng Vệ
- Dương Hồng Từ
- Nguyễn Đình Nghĩ
- Nguyễn Tiến Liêu
- Hình Phước Liên

#### Truy tặng[6]
- Đặng Đức Ngao (Bùi Đình Thảo) (Cụm tác phẩm: Em đi giữa biển vàng (Nhạc: Bùi Đình Thảo; Lời thơ: Nguyễn Khoa Đăng - Bùi Đình Thảo); Đi học (Nhạc: Bùi Đình Thảo; Thơ: Minh Chính); Bàn tay mẹ (Nhạc: Bùi Đình Thảo; Thơ: Tạ Hữu Yên); Sách bút thân yêu ơi; Tiếng hát gọi mây)

- Tạ Khắc Kế (Hoàng Kiều) (Cụm tác phẩm sách: Thanh điệu tiếng Việt và âm nhạc cổ truyền; Tìm hiểu các làn điệu Chèo cổ)

- Lương Kim Vĩnh (Các bản nhạc: Đêm trăng bản Mèo; Phiên chợ Bắc Hà; Lào Cai mùa xuân)

### Điện ảnh
| Nghệ sĩ           | Bút danh               | Danh hiệu | Công trình / tác phẩm | Chú thích | Chú giải |
| ----------------- | ---------------------- | --------- | --- | --------- | -------- |
| Đoàn Minh Tuấn    | Đoàn Tuấn              |           | - Sách: Những vấn đề lý luận kịch bản phim - Sách: Hướng dẫn viết kịch bản phim                                                                                            | [ 5 ]     |          |
| Phạm Thùy Nhân    |                        |           | Kịch bản: - Phim truyện điện ảnh: Gánh xiếc rong - Phim truyện điện ảnh: Dấu ấn của Quỷ - Phim truyện truyền hình: Vó ngựa trời Nam                                        | [ 5 ]     |          |
| Phan Thanh Tú     |                        |           | Kịch bản: - Phim khoa học: Tìm lại dấu tích một kinh thành - Phim tài liệu: Về với buôn rừng - Phim tài liệu: Sự nhọc nhằn của cát                                         | [ 5 ]     |          |
| Nguyễn Thước      |                        | NSND      | Đạo diễn: - Phim tài liệu: Không chỉ là thương hiệu - Phim tài liệu: Đất lạnh - Phim tài liệu: Cỏ xanh im lặng                                                             | [ 5 ]     |          |
| Phạm Ngọc Tuấn    |                        | NSND      | Đạo diễn: - Phim hoạt hình: Bước nhảy của Châu Chấu - Phim hoạt hình: Chiếc lông Công - Phim hoạt hình: Mỵ Châu Trọng Thủy - Phim hoạt hình: Mèo trắng và Mèo mun          | [ 5 ]     |          |
| Lê Hồng Chương    |                        | NSND      | Đạo diễn: - Phim tài liệu: Thang đá ngược ngàn - Phim tài liệu: Muốn được sống - Phim tài liệu: Còn lại với thời gian                                                      | [ 5 ]     |          |
| Nguyễn Hoàng Lâm  |                        | NSND      | Kịch bản và đạo diễn: - Phim khoa học: Bí mật từ những pho tượng Phật - Phim khoa học: Bản hòa tấu Sơn Đoòng - Phim tài liệu: Sống và kể lại                               | [ 5 ]     |          |
| Phạm Thanh Phong  |                        | NSND      | Đạo diễn: - Phim truyện truyền hình: Mùa hè rớt - Phim truyện truyền hình: Dương tính                                                                                      | [ 5 ]     |          |
| Vũ Thị Lệ Mỹ      | Vũ Lệ Mỹ Đoàn Mỹ Hương | NSND      | Đạo diễn: - Phim khoa học: Cánh kiến đỏ - Phim tài liệu: Vì cuộc sống bình yên - Phim tài liệu: Nơi chiến tranh đã đi qua                                                  | [ 5 ]     |          |
| Nguyễn Như Vũ     | Phương Nam             | NSND      | Đạo diễn: - Phim tài liệu: Người thắp lửa - Phim khoa học: Nuôi tôm hùm lồng trên biển - Phim khoa học: Đất trắng - Phim khoa học: Động đất sóng thần: Thảm họa khôn lường | [ 5 ]     |          |
| Nguyễn Đức Việt   |                        | NSƯT      | Đạo diễn: - Phim truyện điện ảnh: Những đứa con của làng | [ 5 ]     |          |
| Phùng Đệ          | Hồng Kính              | NSƯT      | Đạo diễn và quay phim: - Phim tài liệu: Những cô gái C3 Quân giải phóng | [ 5 ]     |          |
| Nguyễn Quốc Hưng  |                        |           | Đạo diễn: - Phim truyện truyền hình: Ngọn nến Hoàng cung | [ 5 ]     |          |
| Nguyễn Thu Tuyết  |                        |           | Kịch bản: - Phim khoa học: Nước ngầm cảnh báo - Phim khoa học: Bướm, côn trùng cánh vảy - Phim tài liệu: Sự sống ở rừng Cúc Phương                                         | [ 5 ]     | [ 7 ]    |
| Phạm Thị Sông Thu | Phạm Sông Đông         |           | Kịch bản: - Phim hoạt hình: Đôi bạn - Phim hoạt hình: Cậu bé cờ (đồng tác giả: Minh Tú) - Phim hoạt hình: Cậu bé Manocanh                                                  | [ 5 ]     | [ 8 ]    |
| Nguyễn Thu Dung   |                        |           | Kịch bản: - Phim truyện truyền hình: Nước mắt người cha - Phim truyện điện ảnh: Người trở về - Phim truyện truyền hình: 12A và 4H                                          | [ 5 ]     |          |
| Đinh Văn Phúc     | Đinh Thiên Phúc        |           | Kịch bản: - Phim truyện điện ảnh: Thầu Chín ở Xiêm - Phim truyện điện ảnh: Hà Nội 12 ngày đêm                                                                              | [ 5 ]     | [ 12 ]   |

#### Truy tặng[6]
| Nghệ sĩ         | Bút danh            | Danh hiệu | Công trình / tác phẩm | Chú thích    | Ghi chú |
| --------------- | ------------------- | --------- | --- | ------------ | ------- |
| Nguyễn Văn Hữu  | Nguyễn Dũng Huyền   |           | Biên kịch và Đạo diễn: - Phim tài liệu: Chiến thắng Khâm Đức. | [ 6 ] [ 13 ] | [ 14 ]  |
| Nguyễn Gia Định | Hoàng Yến           | NSƯT      | Kịch bản và Đạo diễn: - Phim tài liệu: Dòng thác bạc - Phim tài liệu: Thăm quân y viện trên dãy Trường Sơn - Phim tài liệu: Sống với những chiến sĩ Đắc Tô - Phim tài liệu: Ghi chép trên đồng bằng Quảng Ngãi | [ 6 ]        |         |
| Lý Thái Bảo     |                     | NSƯT      | Đạo diễn: - Phim truyện điện ảnh: Trên vĩ tuyến 17 Kịch bản và Đạo diễn: - Phim tài liệu: Những chặng đường cách mạng vẻ vang                                                                                  | [ 6 ]        |         |
| Lê Đình Lâm     | Lê Lâm, Lê Song Mộc | NSƯT      | Đạo diễn: - Phim tài liệu: Cồn Cỏ anh hùng Kịch bản và Đạo diễn: - Phim tài liệu: Người Hàm Rồng - Phim tài liệu: Quanh địa ngục Cồn Tiên                                                                      | [ 6 ]        |         |

### Sân khấu
- Lê Thị Thu Hạnh (Lê Thu Hạnh)
- Hà Thị Diệp (Hà Diệp)
- PGS, TS Phạm Hữu Khuê (Phạm Duy Khuê)
- Phạm Văn Quý
- Văn Trọng Hùng
- Lê Chí Trung
- Vũ Xuân Cải
- Đinh Văn Phúc (Đinh Thiên Phúc)

#### Truy tặng[6]
- Nguyễn Phú Xuân (Nguyễn Trọng Nguyễn) với cụm kịch bản cải lương: Giọt máu oan cừu; Bóng biển.

### Mỹ thuật
- Nguyễn Minh Mỹ
- Nguyễn Văn Chung
- Đinh Gia Thắng
- Trịnh Hoàng Tân

#### Truy tặng[6]
- Hoàng Sùng (Cụm tác phẩm: Đèo Khế năm xưa; Chợ cũ quê tôi).
- Nguyễn Tài Lương (Linh Chi) (Cụm tác phẩm: Sinh hoạt bên bếp lửa; Thiếu nữ Dao đỏ; Thiếu nữ Mường Kỳ Sơn Hòa Bình).
- Nguyễn Văn Giáo (Văn Giáo, Cầu Tiến) (Cụm tác phẩm: Hơ áo Chiến sĩ; Cẩm Phả mỏ).
- Nguyễn Đăng Sần (Cụm tác phẩm: Bộ tranh dân gian Quang Trung (04 tranh); Bộ tranh dân gian Đề Thám (04 tranh)).
- Trần Đông Lương (Cụm tác phẩm: Tổ thêu; Anh hùng lao động, bác sĩ Phạm Ngọc Thạch; Tuổi xuân).

### Múa
- NSND Hà Thế Dũng
- NSND Phạm Thị Ngọc Bích
- NSND Hoàng Ngọc Hải (Hoàng Hải)
- NSND Mai Trung Kiên (Mai Kiên)
- NSND Đặng Hùng, NSND Vương Linh
- NSND Nguyễn Hồng Phong
- NSƯT Nguyễn Hòa Hiếu
- NSƯT Trần Ly Ly
- NSND Nguyễn Hữu Từ
- NSƯT Nguyễn Thị Hiền Trang
- Nguyễn Thị Tuyết Minh
- NSND Đỗ Tiến Định
- NSƯT Trần Thị Cung
- NSƯT Trần Quang Tâm
- Tiến sĩ, NSND Nguyễn Thị Thu Hà

### Nhiếp ảnh
- Nguyễn Xuân Át
- Nguyễn Văn Á (Nguyễn Á)
- Nguyễn Hữu Lộc (Minh Lộc)
- Ngô Minh Nhật
- Đinh Quang Thành
- Phạm Văn Thính
- Lê Vấn
- Lâm Hoàng Thanh Liêm (Lâm Thanh Liêm)
- Trần Văn Tuấn (Trần Tuấn)
- Hồ Sỹ Sô

#### Truy tặng[6]
- Lương Huệ Quân (Lý Wày) với cụm tác phẩm gồm các bộ ảnh: Phụ nữ Cần Thơ bám đất giữ làng, chiến đấu chống giặc (09 ảnh); Các đơn vị quân giải phóng đánh địch trên địa bàn tỉnh Cần Thơ (08 ảnh); Giải phóng Vị Thanh (05 ảnh).
- Nguyễn Hoàng Nẫm với bộ ảnh: Hậu phương với tiền tuyến (06 ảnh).
- Nguyễn Đặng với bộ ảnh: Nam bộ Thành đồng Tổ quốc (10 ảnh).
- Trần Văn Giác (Trần Giác) với bộ ảnh: Dấu ấn Hội chợ Bà Đầm Thác Lác - Cần Thơ (07 ảnh).

### Kiến trúc
- KTS Hoàng Thúc Hào

Danh sách đề nghị: